# 2000–2005 között felfedezett nevezetes exobolygórendszerek listája

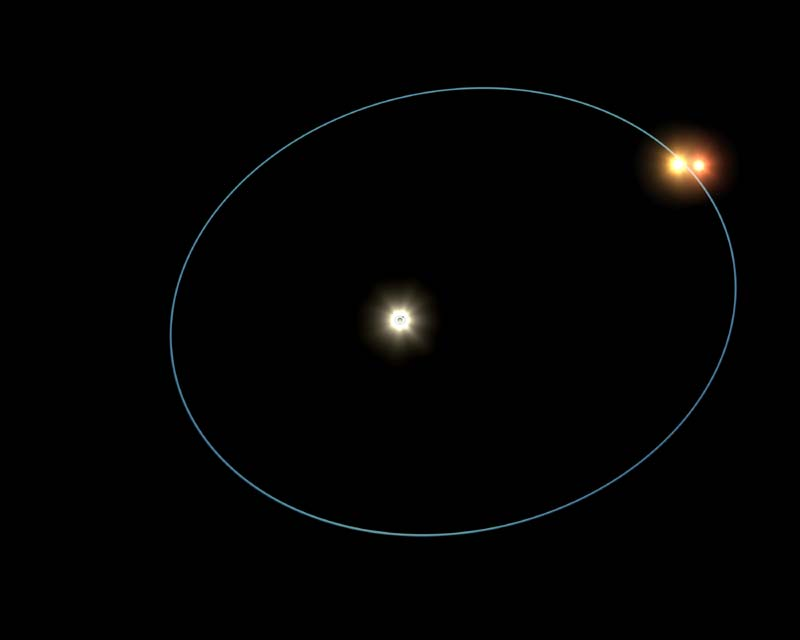
A HD 188753 hármas rendszer művészi ábrázolása, a feltételezett bolygó, hasonlóan a rendszer két kisebb csillagához, a központi csillag körül kering (nincs ábrázolva)

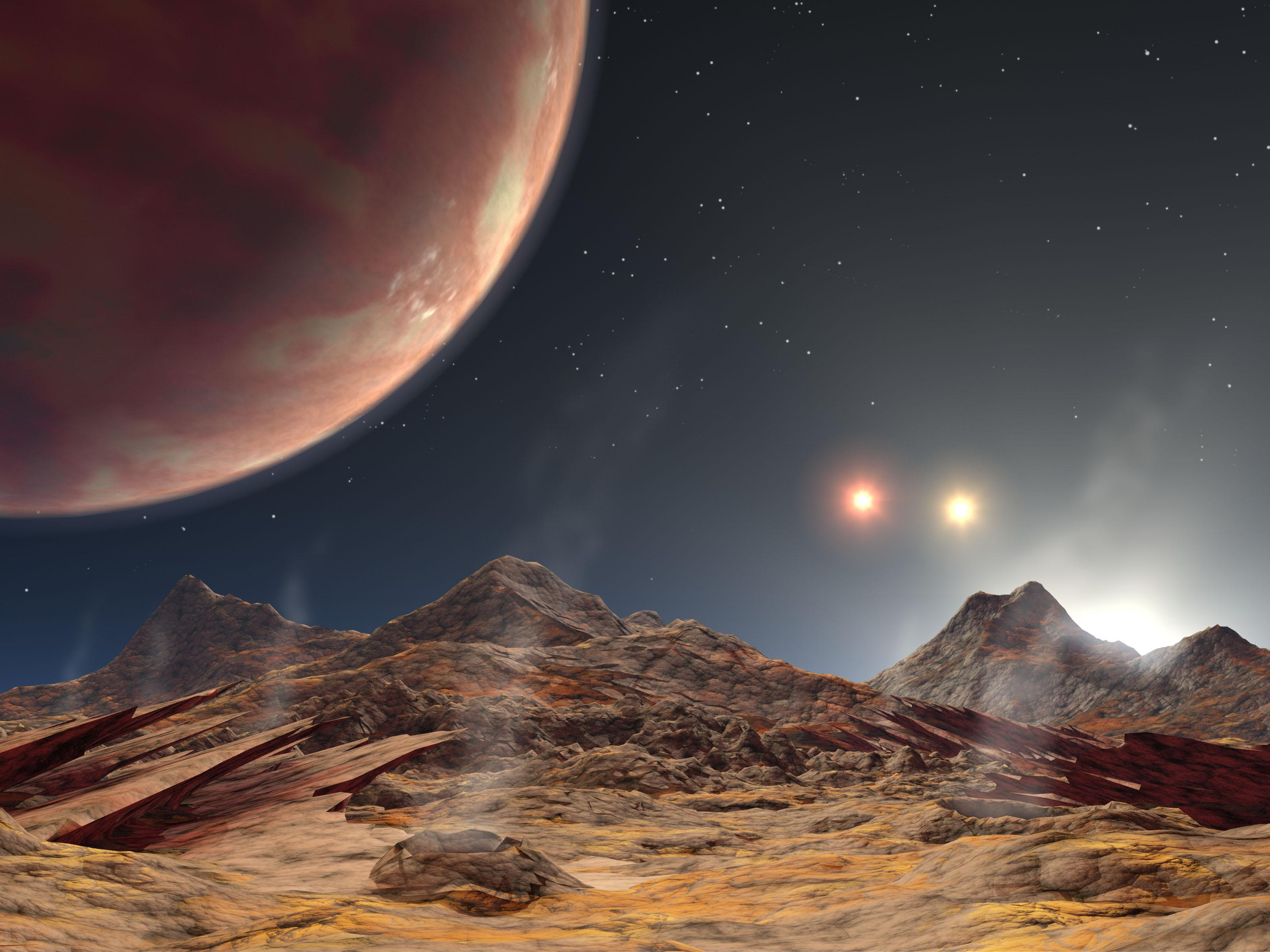
Tripla napkelte a HD 188753 Ab bolygó („Tatuin”) egy feltételezett holdján

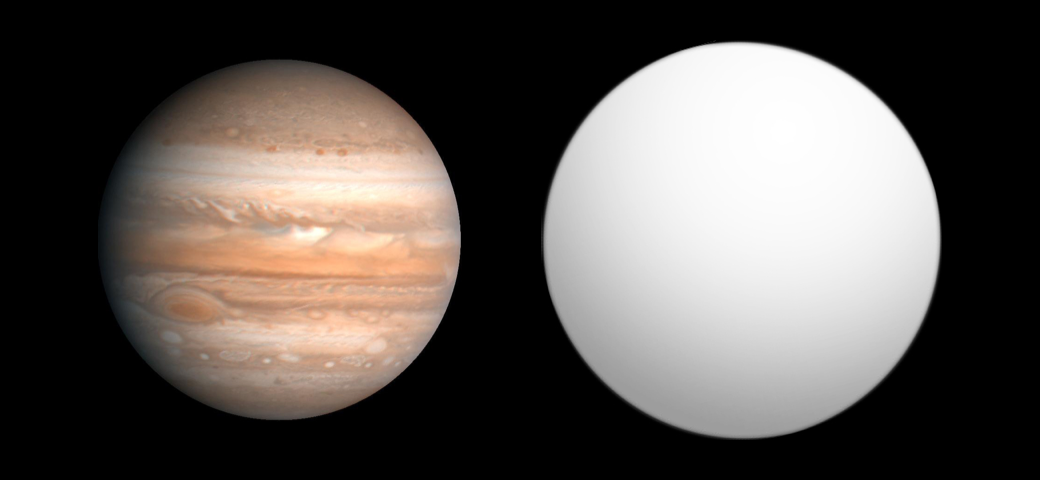
A TrES–1b bolygó léptékhelyes összehasonlítása a Jupiterrel, fantáziarajzon

A 2000-2005 között felfedezett nevezetes exobolygórendszerek listája.
HD 209458 b (2001)
A Hubble űrtávcső segítségével 2007-ben sikerült színképet készíteni a fedési exobolygóról, ebben kimutatták a nátrium jelenlétét. 2009-ben a Hubble űrtávcső és a Spitzer űrtávcső mérései alapján vizet, metánt, és szén-dioxidot is sikerült kimutatni a légkörében.
HD 28185 b (2001)
Az első exobolygó, mely anyacsillaga lakhatósági zónáján belül van, azaz a bolygó olyan távolságban van csillagától, hogy felszínén a víz folyékony állapotú lehet. Bár a bolygó gázóriás, azaz nincsen szilárd felszíne, holdjain kialakulhatott az élet.
ι Draconis b (2001)
Az első, óriáscsillag körül felfedezett bolygó. Korábban azt feltételezték, hogy az óriáscsillagok pulzációi elpusztítják a körülöttük keringő bolygókat, így ilyen helyeken ezek felfedezése nem várható. A bolygó maga nagy tömegű, és meglehetősen excentrikus pályán kering, melynek átlagos sugara 1,27 CsE.
HD 80606b (2001.)
A bolygót 2001-ben a svájci obszervatórium bolygóvadász-csapata Dominique Naef vezetésével találta meg, a Doppler-sebességmérés módszerével. A bolygó keringési ideje 111 nap, melynek nagy részét napjától távol tölti, a naphoz közel mindössze 1 nap alatt halad el. Forgási ideje 34 óra. Naprendszertől való távolságuk 190 fényév.
Erősen excentrikus pályája során 0,85 CsE és 0,03 CsE közötti távolságban kering csillaga körül. Pályája és légköre következménye, hogy a napjához közeledve a hőmérséklete 800-ról 1500 kelvinre emelkedik, mindössze 6 óra alatt. Ezt a Spitzer-űrtávcsővel határozták meg 2007-ben.
A rendszer érdekessége a gyors hőmérséklet-emelkedés, amit a bolygó légköre közvetít, erős vihart keltve. Ez az első exobolygó, melyen ilyen meteorológiai jelenség megfigyelhető és mérhető.
PSR B1620-26c (2003)
A Messier 4 gömbhalmazban lévő pulzár körül kering a bolygó, a rendszer tagja emellett egy fehér törpe is. A legöregebb ismert bolygó, korát 13 milliárd (földi) évre teszik.
HD 70642 b (2003)
Csillagától 3,3 CsE távolságra keringő, 2 Jupiter-tömegű bolygó, holdjainak felszíne alatt az Európáéhoz hasonló, felszín alatti óceánok jöhettek létre, ahol kialakulhatott az élet.
μ Arae d (2004)
Az egyik legkisebb tömegű bolygó, valamint az egyetlen földszerű, amely fősorozati csillag körül kering. (14 földtömeg)
TrES–1b (2004)
A Trans-Atlantic Exoplanet Survey (Transzatlanti Exobolygó-felmérés), egy kis távcsövekből álló hálózat első (fedési) exobolygója. Felfedezésének idején ez volt a legkisebb, mintegy 10 cm-es átmérőjű távcsővel felfedezett exobolygó.
2M1207 b (2004)
Az első, barna törpe körül keringő exobolygó, az első, melyet sikerült közvetlenül is megörökíteni infravörös tartományban, az ESO 8,2 méteres VLT (Yepun) távcsövével. 2006-ban a barna törpe körül porkorongot is találtak, amely valószínűsíti, hogy a bolygó a hagyományos bolygókeletkezési modelleknek megfelelően alakult ki. (Azaz nem például kettőscsillagról van szó.)
Gliese 876 d (2005)
A Gliese 876 vörös törpe bolygója az egyik legkisebb tömegű (7,5 földtömeg) bolygó, pályájának sugara 0,021 CsE, amit 1,94 nap alatt jár körbe.
HD 149026 b (2005)
A bolygó szilárd magja az eddig felfedezett legnagyobb tömegű (70 földtömeg), a bolygó teljes tömegének kétharmada.
HD 188753 Ab (2005)
Viszonylag tág kettőscsillag egyik tagja körül keringő bolygó, megléte részben ellentmond a hagyományos bolygókeletkezési elméleteknek, mert kettős rendszerek egyik tagja körül nehezebben alakulhat ki protoplanetáris korong a másik tag zavaró gravitációja miatt. Később a felfedezést cáfolták, a bolygó megléte ma nem teljesen bizonyos. Nem hivatalos neve a többes rendszer miatt „Tatuin”.